# Benz Hauswirth
Benz Hauswirth (ur. 28 lutego 1967) – szwajcarski skoczek narciarski, reprezentant klubu SC Gstaad. Uczestnik mistrzostw świata juniorów (1984 i 1985) oraz mistrzostw świata seniorów (1991).
Jego syn, Sandro Hauswirth, również uprawia skoki narciarskie.
W grudniu 1982 zadebiutował w Pucharze Europy, zajmując 48. miejsce w Sankt Moritz. Na Mistrzostwach Świata Juniorów 1984 zajął 38. lokatę indywidualnie. Rok później w tej imprezie zajął 21. miejsce indywidualnie oraz 10. w rywalizacji drużynowej. 19 lutego 1986 w Sankt Moritz zadebiutował w Pucharze Świata, kończąc zawody na 76. pozycji. W lutym 1991 wystartował na mistrzostwach świata, zajmując 55. lokatę indywidualnie oraz 6. drużynowo. W międzynarodowych zawodach rangi FIS po raz ostatni wystartował 8 marca 1992, podczas konkursu Pucharu Europy w Le Brassus.

## Mistrzostwa świata

### Indywidualnie
| 1991 Val di Fiemme/Predazzo | – | 55. miejsce (K-90) |

### Drużynowo
| 1991 Val di Fiemme/Predazzo | – | 6. miejsce (K-120) |

### Starty B. Hauswirtha na mistrzostwach świata – szczegółowo
| Miejsce | Dzień     | Rok  | Miejscowość | Skocznia           | Punkt K | Konkurs  | Skok 1 | Skok 2 | Nota                  | Strata   | Zwycięzca    |
| ------- | --------- | ---- | ----------- | ------------------ | ------- | -------- | ------ | ------ | --------------------- | -------- | ------------ |
| 6.      | 14 lutego | 1991 | Predazzo    | Trampolino Dal Ben | K-115   | druż.    | 97,5 m | 84,5 m | 499,0 pkt (116,3 pkt) | 68,6 pkt | Austria      |
| 55.     | 16 lutego | 1991 | Predazzo    | Trampolino Dal Ben | K-90    | indywid. | 67,0 m | 75,5 m | 138,5 pkt             | 84,4 pkt | Heinz Kuttin |

## Puchar Świata

### Miejsca w poszczególnych konkursach indywidualnych Pucharu Świata
| Źródło | Źródło           | Źródło           | Źródło           | Źródło          | Źródło                      | Źródło                 | Źródło                      | Źródło         | Źródło             | Źródło         | Źródło           | Źródło          | Źródło           | Źródło       | Źródło           | Źródło           | Źródło         | Źródło      | Źródło               | Źródło           | Źródło                   | Źródło      | Źródło       | Źródło       | Źródło | Źródło | Źródło | Źródło | Źródło | Źródło | Źródło | Źródło | Źródło | Źródło | Źródło | Źródło | Źródło | Źródło | Źródło | Źródło | Źródło | Źródło | Źródło | Źródło | Źródło | Źródło | Źródło | Źródło | Źródło |
| --- | ---------------- | ---------------- | ---------------- | --------------- | --------------------------- | ---------------------- | --------------------------- | -------------- | ------------------ | -------------- | ---------------- | --------------- | ---------------- | ------------ | ---------------- | ---------------- | -------------- | ----------- | -------------------- | ---------------- | ------------------------ | ----------- | ------------ | ------------ | ------ | ------ | ------ | ------ | ------ | ------ | ------ | ------ | ------ | ------ | ------ | ------ | ------ | ------ | ------ | ------ | ------ | ------ | ------ | ------ | ------ | ------ | ------ | ------ | ------ |
| Sezon 1985/1986                                                                                                   |                  |                  |                  |                 |                             |                        |                             |                |                    |                |                  |                 |                  |              |                  |                  |                |             |                      |                  |                          |             |              |              |        |        |        |        |        |        |        |        |        |        |        |        |        |        |        |        |        |        |        |        |        |        |        |        |        |
| Thunder Bay | Thunder Bay      | Lake Placid      | Lake Placid      | Chamonix        | Oberstdorf                  | Garmisch-Partenkirchen | Innsbruck                   | Bischofshofen  | Harrachov          | Liberec        | Klingenthal      | Oberwiesenthal  | Sapporo          | Sapporo      | Vikersund        | Vikersund        | Sankt Moritz   | Gstaad      | Engelberg            | Lahti            | Lahti                    | Oslo        | Planica      | Planica      | punkty |        |        |        |        |        |        |        |        |        |        |        |        |        |        |        |        |        |        |        |        |        |        |        |        |
| - | -                | -                | -                | -               | -                           | -                      | -                           | -              | -                  | -              | -                | -               | -                | -            | -                | -                | 76             | 66          | -                    | -                | -                        | -           | -            | -            | 0      |        |        |        |        |        |        |        |        |        |        |        |        |        |        |        |        |        |        |        |        |        |        |        |        |
| Sezon 1987/1988                                                                                                   |                  |                  |                  |                 |                             |                        |                             |                |                    |                |                  |                 |                  |              |                  |                  |                |             |                      |                  |                          |             |              |              |        |        |        |        |        |        |        |        |        |        |        |        |        |        |        |        |        |        |        |        |        |        |        |        |        |
| Thunder Bay K89                                                                                                   | Thunder Bay K120 | Lake Placid K114 | Lake Placid K86  | Sapporo K90     | Sapporo K115                | Oberstdorf K115        | Garmisch-Partenkirchen K107 | Innsbruck K109 | Bischofshofen K111 | Gallio K95     | Sankt Moritz K94 | Gstaad K88      | Engelberg K120   | Lahti K90    | Lahti K114       | Meldal K105      | Oslo K105      | Planica K92 | Planica K120         | punkty           | punkty                   | punkty      | punkty       | punkty       | punkty | punkty | punkty | punkty | punkty | punkty | punkty | punkty | punkty | punkty | punkty | punkty | punkty | punkty |        |        |        |        |        |        |        |        |        |        |        |
| - | -                | -                | -                | -               | -                           | -                      | -                           | -              | 93                 | -              | 71               | 68              | 73               | -            | -                | -                | -              | -           | -                    | 0                | 0                        | 0           | 0            | 0            | 0      | 0      | 0      | 0      | 0      | 0      | 0      | 0      | 0      | 0      | 0      | 0      | 0      | 0      |        |        |        |        |        |        |        |        |        |        |        |
| Sezon 1988/1989                                                                                                   |                  |                  |                  |                 |                             |                        |                             |                |                    |                |                  |                 |                  |              |                  |                  |                |             |                      |                  |                          |             |              |              |        |        |        |        |        |        |        |        |        |        |        |        |        |        |        |        |        |        |        |        |        |        |        |        |        |
| Thunder Bay K89                                                                                                   | Thunder Bay K120 | Lake Placid K114 | Lake Placid K86  | Sapporo K90     | Sapporo K115                | Oberstdorf K115        | Garmisch-Partenkirchen K107 | Innsbruck K109 | Bischofshofen K111 | Liberec K120   | Harrachov K120   | Oberhof K90     | Oberhof K90      | Chamonix K95 | Oslo K105        | Örnsköldsvik K82 | Harrachov K180 | Planica K92 | Planica K120         | punkty           | punkty                   | punkty      | punkty       | punkty       | punkty | punkty | punkty | punkty | punkty | punkty | punkty | punkty | punkty | punkty | punkty | punkty | punkty | punkty |        |        |        |        |        |        |        |        |        |        |        |
| - | -                | -                | -                | -               | -                           | -                      | -                           | -              | -                  | -              | -                | -               | -                | -            | 32               | 33               | -              | 40          | 62                   | 0                | 0                        | 0           | 0            | 0            | 0      | 0      | 0      | 0      | 0      | 0      | 0      | 0      | 0      | 0      | 0      | 0      | 0      | 0      |        |        |        |        |        |        |        |        |        |        |        |
| Sezon 1989/1990                                                                                                   |                  |                  |                  |                 |                             |                        |                             |                |                    |                |                  |                 |                  |              |                  |                  |                |             |                      |                  |                          |             |              |              |        |        |        |        |        |        |        |        |        |        |        |        |        |        |        |        |        |        |        |        |        |        |        |        |        |
| Thunder Bay K120                                                                                                  | Thunder Bay K90  | Lake Placid K114 | Lake Placid K86  | Sapporo K90     | Sapporo K115                | Oberstdorf K115        | Garmisch-Partenkirchen K107 | Innsbruck K109 | Bischofshofen K111 | Harrachov K120 | Liberec K115     | Zakopane K116   | Sankt Moritz K94 | Gstaad K88   | Engelberg K120   | Predazzo K90     | Predazzo K120  | Lahti K114  | Lahti K90            | Örnsköldsvik K82 | Sollefteå K105           | Raufoss K90 | Planica K120 | Planica K120 | punkty |        |        |        |        |        |        |        |        |        |        |        |        |        |        |        |        |        |        |        |        |        |        |        |        |
| - | -                | -                | -                | 38              | 30                          | -                      | -                           | -              | -                  | 56             | 61               | 46              | 57               | 44           | 60               | -                | -              | -           | -                    | -                | -                        | -           | -            | -            | 0      |        |        |        |        |        |        |        |        |        |        |        |        |        |        |        |        |        |        |        |        |        |        |        |        |
| Sezon 1990/1991                                                                                                   |                  |                  |                  |                 |                             |                        |                             |                |                    |                |                  |                 |                  |              |                  |                  |                |             |                      |                  |                          |             |              |              |        |        |        |        |        |        |        |        |        |        |        |        |        |        |        |        |        |        |        |        |        |        |        |        |        |
| Lake Placid K86                                                                                                   | Lake Placid K114 | Thunder Bay K90  | Thunder Bay K120 | Sapporo K90     | Sapporo K115                | Oberstdorf K115        | Garmisch-Partenkirchen K107 | Innsbruck K109 | Bischofshofen K111 | Oberhof K120   | Tauplitz K185    | Tauplitz K185   | Lahti K90        | Lahti K114   | Bollnäs K90      | Falun K115       | Trondheim K120 | Oslo K105   | Planica K185         | Planica K185     | Szczyrbskie Jezioro K120 | punkty      | punkty       | punkty       | punkty | punkty | punkty | punkty | punkty | punkty | punkty | punkty | punkty | punkty | punkty | punkty | punkty | punkty | punkty | punkty |        |        |        |        |        |        |        |        |        |
| - | -                | -                | -                | -               | -                           | q                      | 56                          | 58             | 50                 | -              | 35               | 35              | 38               | 46           | 43               | 53               | -              | -           | 47                   | 42               | -                        | 0           | 0            | 0            | 0      | 0      | 0      | 0      | 0      | 0      | 0      | 0      | 0      | 0      | 0      | 0      | 0      | 0      | 0      | 0      |        |        |        |        |        |        |        |        |        |
| Sezon 1991/1992                                                                                                   |                  |                  |                  |                 |                             |                        |                             |                |                    |                |                  |                 |                  |              |                  |                  |                |             |                      |                  |                          |             |              |              |        |        |        |        |        |        |        |        |        |        |        |        |        |        |        |        |        |        |        |        |        |        |        |        |        |
| Thunder Bay K90                                                                                                   | Thunder Bay K120 | Sapporo K90      | Sapporo K115     | Oberstdorf K115 | Garmisch-Partenkirchen K107 | Innsbruck K109         | Bischofshofen K120          | Predazzo K90   | Sankt Moritz K95   | Engelberg K120 | Oberstdorf K182  | Oberstdorf K182 | Lahti K90        | Lahti K114   | Örnsköldsvik K90 | Trondheim K120   | Trondheim K120 | Oslo K110   | MŚL – Harrachov K180 | Planica K120     | punkty                   | punkty      | punkty       | punkty       | punkty | punkty | punkty | punkty | punkty | punkty | punkty | punkty | punkty | punkty | punkty | punkty | punkty | punkty | punkty |        |        |        |        |        |        |        |        |        |        |
| - | -                | -                | -                | -               | -                           | -                      | -                           | -              | 55                 | 58             | -                | -               | -                | -            | -                | -                | -              | -           | -                    | -                | 0                        | 0           | 0            | 0            | 0      | 0      | 0      | 0      | 0      | 0      | 0      | 0      | 0      | 0      | 0      | 0      | 0      | 0      | 0      |        |        |        |        |        |        |        |        |        |        |
| Legenda |                  |                  |                  |                 |                             |                        |                             |                |                    |                |                  |                 |                  |              |                  |                  |                |             |                      |                  |                          |             |              |              |        |        |        |        |        |        |        |        |        |        |        |        |        |        |        |        |        |        |        |        |        |        |        |        |        |
| 1 2 3 4-10 11-15 poniżej 15 dq – dyskwalifikacja q – zawodnik nie zakwalifikował się - – zawodnik nie wystartował |                  |                  |                  |                 |                             |                        |                             |                |                    |                |                  |                 |                  |              |                  |                  |                |             |                      |                  |                          |             |              |              |        |        |        |        |        |        |        |        |        |        |        |        |        |        |        |        |        |        |        |        |        |        |        |        |        |

### Turniej Czterech Skoczni

#### Miejsca w klasyfikacji generalnej
| Sezon     | Miejsce |
| --------- | ------- |
| 1987/1988 | 138.    |
| 1990/1991 | 60.     |

### Turniej Szwajcarski

#### Miejsca w klasyfikacji generalnej
| Sezon | Miejsce |
| ----- | ------- |
| 1986  | 83.     |
| 1988  | 73.     |
| 1990  | 55.     |
| 1992  | 55.     |